# Клавер (город)
Клавер (африк. и англ. Klawer) — небольшой город на юго-западе Южно-Африканской Республики, на территории Западно-Капской провинции. Входит в состав района Уэст-Кост. Является частью местного муниципалитета Мацикама.

## Этимология
Название города происходит от слова на языке африкаанс, обозначающее клевер.

## Географическое положение
Город расположен в северо-западной части провинции, на правом берегу реки Улифантс, на расстоянии приблизительно 234 километров (по прямой) к северу от Кейптауна, административного центра провинции. Абсолютная высота — 87 метров над уровнем моря.

## Климат
Климат города субтропический средиземноморский. Среднегодовое количество осадков — 158 мм. Наибольшее количество осадков выпадает в период с апреля по октябрь. Средний максимум температуры воздуха варьируется от 18,6 °C (в июле), до 31,4 °C (в феврале). Самым холодным месяцем в году является июль. Средняя минимальная ночная температура для этого месяца составляет 6,1 °C.

## Население
По данным официальной переписи 2001 года, население составляло 4477 человек, из которых мужчины составляли 48,47 %, женщины — соответственно 51,53 %. В расовом отношении цветные составляли 78,22 % от населения города, белые — 18,56 %, негры — 3,15 %; азиаты (в том числе индийцы)— 0,07 %. Наиболее распространёнными среди горожан языками были: африкаанс (96,65 %), коса (2,68 %) и английский (0,47 %).

Согласно данным, полученным в ходе проведения официальной переписи 2011 года, в Клавере проживало 6234 человек, из которых мужчины составляли 49,12 %, женщины — соответственно 50,88 %. В расовом отношении цветные составляли 75,25 % от населения города, белые — 13,62 %; негры — 9,42 %; азиаты (в том числе индийцы) — 0,98 %, представители других рас —0,72 %. Наиболее распространёнными среди жителей города языками являлись: африкаанс (89,17 %), коса (4,62 %), язык жестов (3,13 %) и английский (1,27 %).

## Транспорт
Через город проходят региональные шоссе R362 и R363. Также к востоку от Клавера проходит национальная автотрасса N7.